# كركور وحذاء السعادة
كركور وحذاء السعادة مسلسل أنمي ياباني عرض لأول مره في 1 أبريل 1992 واستمر عرضه حتى 23 سبتمبر 1992 وتمت دبلجة المسلسل للغة العربية .

## روابط خارجية
- A tvdrama-db.com oldala (باليابانية)
- كركور وحذاء السعادة على موقع ANN anime (الإنجليزية)

 (بالإنجليزية)
- Az Enoki Films USA oldal (archivált) (بالإنجليزية)
- Kot w butach a Filmweb oldalán (بالبولندية)
- Anime Manga Palota-kritika (بالمجرية)